# クラクラ (Adoの曲)
「クラクラ」は、Adoの楽曲。自身の配信シングルとして、Virgin Musicからダウンロード配信で2023年10月5日に発売された。作詞・作曲はmeiyo、編曲は菅野よう子×SEATBELTS。

## 概要
楽曲はテレビアニメ『SPY×FAMILY』Season 2のオープニング主題歌に使用されている。楽曲制作に参加したSEATBELTSは菅野よう子が率いるバンドで、過去には『カウボーイビバップ』の主題歌「Tank!」などでアニメ主題歌との関わりがある。
Adoは楽曲について「SPY×FAMILYのクラシカルなカッコ良さと、家族としての日常のドタバタな楽しさが表現できていたらと思っております」。とコメントしている。

## ミュージック・ビデオ
ミュージック・ビデオは2023年10月7日にYouTubeで公開された。配信ジャケットを手掛けたイラストレーターのs!onによるイラストが使用された動画となっている。

## 参加ミュージシャン
- ボーカル：Ado
- ドラムス：佐野康夫
- ベース：山口寛雄
- ギター：高慶CO-K卓史
- トランペット：西村浩二、奥村晶
- トロンボーン：村田陽一、鳥塚心輔
- アルトサックス：本田雅人
- テナーサックス：Andy Wulf
- テナー&バリトンサックスソロ：山本拓夫
- レコーディング・エンジニア：薮原正史
- ミキシング・エンジニア：Tom Manning
- マスタリング・エンジニア：Matt Colton （Metropolis Studios）[4]

## カバー
- ハロー、ハッピーワールド!［弦巻こころ（伊藤美来）］ - ゲーム『バンドリ! ガールズバンドパーティ!』に収録（2024年9月14日追加）。